# Урания (Вена)
«Урания» — австрийское просветительское общество, созданное в 1897 году в Австро-Венгрии, в Вене, основанное, в основном, частными лицами в форме акционерного общества с целью широкого распространения в обществе научных и естественно-исторических знаний (в том числе, с помощью проецируемых изображений и театральных постановок). Названо в честь музы Урании, покровительницы астрономии.

## Общество
Источник  (если не указано иначе)
Общество «Урания» в Вене было основано в 1897 году в Нижней Австрии торговой ассоциацией по линии «Урания»-Берлин. Венская «Урания» вскоре стала общественно-просветительским учебным заведением, в котором всегда были доступны последние достижения и технологии: впервые в Вене фирма «Sun» представила «Урании» проектор, состоялись первые демонстрации немых и звуковых образовательных фильмов для взрослой аудитории.
В 1910 году Национальное просветительское общество переехало в новое специально для него спроектированное и построенное здание на Дунайском канале (см. ниже). 
Там Урания предложила целый курс лекций и лекции, на которых в качестве лекторов  могли быть приглашены известные профессора, художники и интеллектуалы, такие как Альберт Эйнштейн, Томас Манн, Томас Г. Масарик, Макс Планк и другие, а также запустила первую в Австрии общедоступную обсерваторию.
В межвоенный период «Урания» развернула ещё более обширную деятельность и открыла более 60 филиалов по всей территории Австрии. В период национал-социализма учебный институт был приведён нацистами «в соответствие» и ведущие фигуры были сменены. 
После разрушения в 1945 году венского здания, «Урания» развернула в послевоенные годы новые виды деятельности, такие как легендарный теперь театр кукол «Урания», расширила свою программу курсов и на протяжении многих десятилетий была ведущим учреждением общего образования в Вене.
С 2003 года венское здание было полностью отремонтировано и перестроено. Отремонтированное здание по-прежнему работает в своих первоначальных целях, на службе научного знания.
С 2008 года венская «Урания» является учреждением «Die Wiener Volkshochschulen GmbH» и является некоммерческой организацией, целью которой является поощрение и развитие знаний и образования. Основное внимание на курсах, лекциях и событиях уделяется общему образованию, истории и обществу, истории искусства, литературе и политике. Кроме того, «Урания» предлагает многочисленные курсы и лекции по профессиональному обучению, иностранным языкам, информатике, фотографии, музыке, физическому воспитанию и художественному оформлению.

## Здание
Здание в австрийской столице Вене включает общественный образовательный центр и обсерваторию.
Дворец построен в стиле модерн по проекту Макса Фабиани, ученика австрийского архитектора Отто Вагнера.
Строительство длилось одиннадцать месяцев и завершилось в июне 1910 года. Здание нетрадиционных форм быстро стало одним из символов Вены. Во время Второй мировой войны здание было серьезно повреждено, полностью был разрушен купол обсерватории. Открыт после реконструкции в 1957 году.
С 2003 года венское здание было полностью отремонтировано и перестроено в соответствии с планами архитектора Димитриса Маникаса и теперь сияет новым блеском.
Во дворце ежегодно проходит кинофестиваль Viennale.

## Фотогалерея
- Дворец Урания в 1910 году
- Современный вид на главный вход
- Вид со стороны Дуная
- Элемент декора над главным входом
- На закате
- Вид на главный вход ночью
- Общий план, вид со стороны Дуная ночью